# Norberto Murara Neto
Norberto Murara Neto, conhecido apenas como Neto, (Araxá, 19 de julho de 1989) é um futebolista brasileiro que atua como goleiro. Atualmente joga no Botafogo.

## Carreira

### Atlético Paranaense
Iniciou sua carreira nas categorias de base do Cruzeiro, mas em 2003, com apenas 14 anos, se transferiu para o Atlético Paranaense. Em 2009 foi promovido da base para o time principal pelo então técnico do clube, Antônio Lopes, para ser reserva do goleiro Galatto.
Em 2010, com a saída de Galatto para o Málaga, da Espanha, Neto virou titular da equipe paranaense. Ali se destacou em cenário nacional, o que fez com que o então técnico da Seleção Brasileira, Mano Menezes, o chamasse para a Seleção Principal para dois jogos amistosos, em sua convocação no dia 23 de setembro de 2010.
Teve boa passagem pelo Furacão e foi um dos principais destaques da campanha do clube no Campeonato Brasileiro daquele ano, em que o Atlético terminou na quinta colocação.

### Fiorentina
No dia 5 de janeiro de 2011, foi negociado com a Fiorentina por 3,5 milhões de euros, em um contrato de duração de cinco temporadas.
Em 3 de janeiro de 2015, Neto recusou uma prorrogação de contrato, inicialmente sendo afastado do elenco, porém em 24 de fevereiro, devido à lesão do goleiro titular Tătăruşanu e à indisponibilidade de Rosati foi reintegrado à equipe durante o desafio da Liga Europa contra o Tottenham e assim permaneceu até o fim da época.

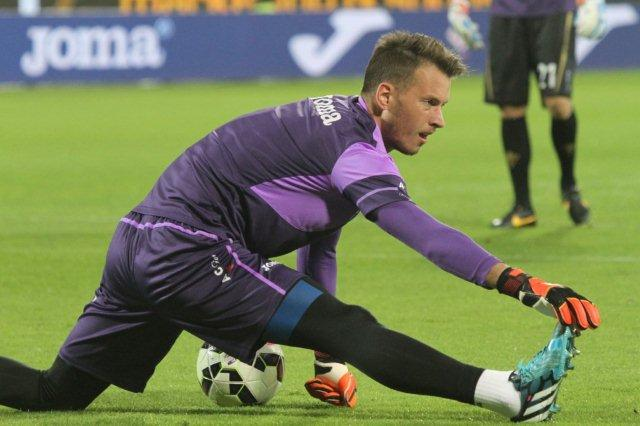
Neto se aquecendo pela Fiorentina.

Sua passagem pela Viola, mesmo que com um fim negativo em relação a diretoria, foi muito positiva para o guarda-redes. O jogador conquistou um número alto de jogos, 101 ao todo, e manteve um percentual de defesa acima dos 72% em sua última época com o time roxo da Itália.
Após se destacar com a camisa da Fiorentina no Campeonato Italiano, foi convocado pelo técnico Dunga para a Seleção Brasileira no dia 23 de outubro de 2014. Outrora, o defensor também esteve com a Seleção Olímpica que alcançou a prata em Londres, na edição de 2012.

### Juventus
Em 3 de julho de 2015 foi contratado pela Juventus, assinando com o clube de Turim por quatro anos.
Atuando pela Juventus, Neto venceu  dois títulos do Campeonato Italiano (2015/2016 e 2016/2017) e duas Copa Itália (2015/2016 e 2016/2017) sendo que nessa última Copa conquistada foi titular em todas as partidas. Neto sempre foi reserva de Gianluigi Buffon.

### Valencia
No dia 7 de julho de 2017, assinou por quatro temporadas com o Valencia.
Neto fez sua estreia pelo clube ibérico em 18 de agosto, jogando na primeira rodada de La liga  contra o Las Palmas.
Neto fez uma ótima temporada de estreia no Campeonato Espanhol, realizando excelentes atuações, o que ajudou a levar sua equipe a se classificar para Liga dos Campeões.

### Barcelona

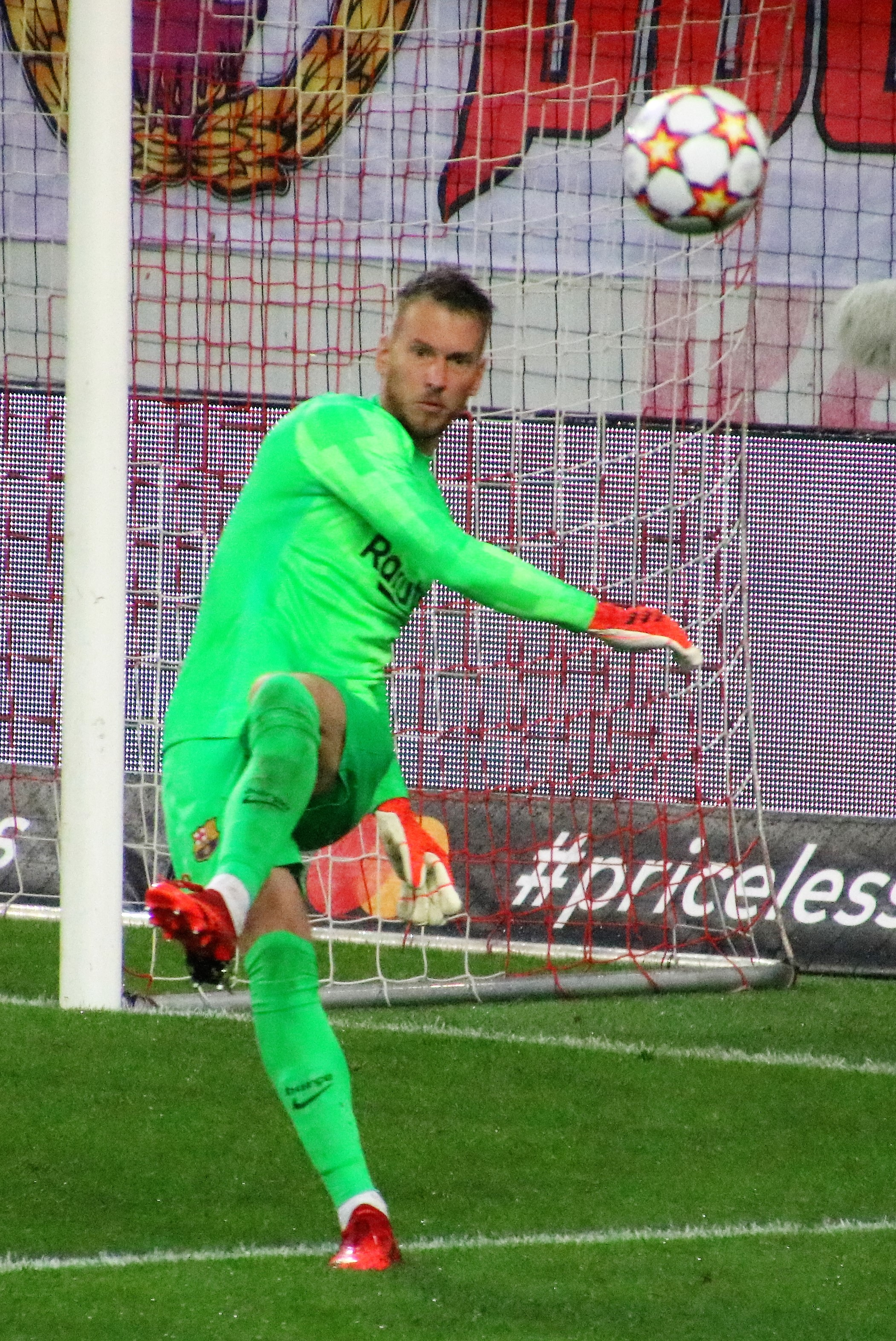
Neto pelo Barcelona em 2021.

No dia 27 de junho de 2019, foi contratado pelo Barcelona por 26 milhões de euros, sendo que o negócio inclui ainda mais 9 milhões em variáveis. Neto assinou contrato com a equipe catalã por 4 temporadas e terá uma cláusula de rescisão no valor de 200 milhões de reais.
Fez sua estreia pelo clube catalão no dia 10 de dezembro de 2019, contra a Inter de Milão, pela sexta rodada da fase de grupos da Liga dos Campeões, no Estádio Giuseppe Meazza. O Barcelona jogou com os reservas e venceu por 2 a 1.
No Barcelona, Neto sempre foi reserva de Marc-André ter Stegen e após três temporadas no clube o técnico Xavi dispensou o brasileiro que encerrou sua passagem com apenas apenas 21 jogos nos últimos três anos.

### Bournemouth
Em 7 de agosto de 2022, o Bournemouth anunciou a contratação de Neto, que pertencia ao Barcelona, porém o contrato já havia acabado, então como jogador livre, Neto assinou por uma temporada.
| “ | Meu sonho sempre foi estar na Premier League, jogar na Premier League. Eu tive a sorte de poder atuar na Serie A e em LaLiga, onde tive experiências maravilhosas. Agora, me sinto privilegiado por esta oportunidade aqui, espero dar o meu melhor para ajudar o clube e os meus companheiros de equipe. | ” |

Na Inglaterra, o brasileiro conquistou não só a titularidade, mas também a braçadeira de capitão. Após ajudar na briga contra o rebaixamento na época 2022–23, o atleta renovou seu contrato até o fim da temporada 2025–26 por conta de suas performances seguras.

#### Arsenal (empréstimo)
Em 30 de agosto de 2024, o Arsenal acertou a contratação de Neto por empréstimo de uma temporada. Na ocasião, os Gunners precisavam de um reserva imediato ao goleiro titular David Raya.
Em solo londrino, Neto foi novamente reserva. O jogador, contratado em agosto, fizera sua estreia apenas em janeiro de 2025, onde viu os Gunners vencerem o Girona pelo placar de 2–1, com o goleiro atuando por 90 minutos na última partida da Fase de Liga da Champions League.

### Botafogo
No dia 8 de agosto de 2025, Neto foi anunciado como reforço do Botafogo. Neto assinou contrato até junho de 2027 com o Glorioso.

## Seleção Brasileira

#### Jogos Olímpicos de 2012
Foi chamado para os Jogos Olímpicos de Londres 2012 pelo técnico Mano Menezes. Após o corte do goleiro titular Rafael Cabral, do Santos, por contusão antes do início da competição, Neto assumiu o posto e atuou nas duas primeiras partidas da fase de grupos, até perder a posição para Gabriel, atleta que havia sido convocado para o lugar de Rafael. A partir daí, Neto não atuou mais no torneio e sua equipe viria a obter a segunda colocação, conquistando a medalha de prata.

### Principal
Em 23 de setembro de 2010, foi convocado por Mano Menezes.
Fez parte do grupo da Seleção Brasileira na Copa América de 2015, sendo convocado após o corte de Diego Alves.
No dia 11 de setembro de 2018, 8 anos após a sua primeira convocação, Neto fez a sua estreia pela Seleção, no amistoso contra El Salvador.

## Estatísticas

### Seleção Brasileira
Expanda a caixa de informações para conferir todos os jogos deste jogador pela sua seleção nacional.
Sub-23
|    | Data                | Local                                        | Resultado | Adversário   | Gols | Competição                         |
| -- | ------------------- | -------------------------------------------- | --------- | ------------ | ---- | ---------------------------------- |
| 1. | 26 de julho de 2012 | Millennium Stadium, Cardiff, País de Gales   | 3–2       | Egito        | 0    | Jogos Olímpicos de Londres de 2012 |
| 2. | 29 de julho de 2012 | Estádio Old Trafford, Manchester, Inglaterra | 3–1       | Bielorrússia | 0    | Jogos Olímpicos de Londres de 2012 |

## Títulos
Atlético Paranaense
- Campeonato Paranaense: 2009

Juventus
- Supercopa da Itália: 2015
- Campeonato Italiano: 2015–16, 2016–17
- Coppa Italia: 2015–16, 2016–17

Valencia
- Copa do Rei: 2018–19

Barcelona
- Troféu Joan Gamper: 2019
- Copa do Rei: 2020–21